# Солонці (Павлоградський район)
Солонці — село в Україні, у Вербківській сільській громаді Павлоградського району Дніпропетровської області. До 2020 орган місцевого самоврядування — Олександрівська сільська рада. Населення за переписом 2001 року складало 0 осіб.

## Географія
Село Солонці розміщене на відстані 1 км від села Привільне (Самарівський район).

## Інтернет-посилання
- Погода в селі [Архівовано 20 грудня 2011 у Wayback Machine.]